# Lenguas catuquinas
Las lenguas catuquinas (o katukinas) son un grupo de tres lenguas documentadas en Brasil. Actualmente solo sobrevive el idioma kanamarí que tiene unos 650 hablantes y dentro del grupo étnico katukina existe un número indeterminado de hablantes.
El término catuquina es altamente confuso porque se ha usado para varios grupos no relacionados étnica ni lingüísticamente. Así existe un grupo denominado katukina que habla una lengua pano y los catuquinarú que hablan una lengua arawak.

## Distribución
Los grupos que hablan lenguas catuquinas se encuentran dispersos en la parte occidental del estado brasileño de Amazonas, más concretamente en la mesorregión Amazonas suroeste en el área por donde tranacurren los ríos Itocoaí, Javarí, Jutaí, Juruá y Biá. Los catuquinas viven en aldeas denominadas djapá o dyapá (= 'gente, grupo, clan')
Debe tenerse presente que el término katuquina/catuquina o variantes del mismo se ha aplicado a otros grupos arawak y pano que cuya lengua no está emparentada de ninguna manera con las lenguas catuquinas propiamente dichas. Así en la cuenca del río Purus, existe un grupo llamado katuquina o catuquinarú que pertenecen a la familia lingüística arawak. Mientras que los katukina de los ríos Embira y Gregorio hablan marubo, una lengua pano.

## Clasificación
Las lenguas catuquinas se divieden usualmente en tres o cuatro lenguas principales, sin embargo, algunos autores consideran que es más correcto afirmar que se trata de un único idioma con una importante variación dialectal.

### Lenguas de la familia
La documentación sobre estas lenguas es escasa, las tres lenguas bien conocidas son:
- Katukina-kanamarí (1650 hablantes, 2006)[2]
  - Kanamarí del Itocaí y del Javarí
  - Kanamarí del Jutaí y Juruá
  - Kanamarí del Biá
  - Txunhuã-djapá (clasifiacada a veces como una lengua independiente)[3]
- Katawixí (10 hablantes, 1986)[4]
- Katukína (1 hablante, 1976)[5]

El proyecto comparativo ASJP basado en diveregencia léxica mediada a través de la distnacia de levenshtein reconstruye el siguiente árbol binario para las cercanía léxica:

|  | Katawixí                                              |
|  |                                                       |
|  | \| \| Kanamarí \| \| \| \| \| \| Katukina \| \| \| \| |
|  |                                                       |
|  | Kanamarí                                              |
|  |                                                       |
|  | Katukina                                              |
|  |                                                       |

|  | Kanamarí |
|  |          |
|  | Katukina |
|  |          |

### Relación con otras familias
Frecuentemente se ha considerado una pequeña familia de lenguas sin parentesco con otras (familia aislada). Joseph Greenberg propuso junto con otros lingüistas que podría ser parte de una unidad filogenética que él denomina macro-tukano, aunque esta clasificación ha sido ampliamente criticada. Recientemente se han aportado algunos indicios de parentesco con las lenguas harákmbet de Perú.

## Descripción lingüística

### Comparación léxica
Los numerales en las lenguas catuquinas permiten hacerse una idea de la cercanía de las lenguas:
| GLOSA | Katawishí | Katukina | Kanamarí   | Kanamarí  | Kanamarí   | PROTO- CATUQUINA |
| GLOSA | Katawishí | Katukina | kanamarí   | Bendiapá  | Parawa     | PROTO- CATUQUINA |
| ----- | --------- | -------- | ---------- | --------- | ---------- | ---------------- |
| 1     | wakata    | heghykty | ekek       | kik       | ikek       | *hekik(t)-       |
| 2     | sahe      | upaûa    | ubawa      | ubawa     | bawa       | *upawa           |
| 3     | tiumpa    | tupaua   | ekek atehu | kik atehu | ikek etehu | *hekik (a)tipu   |
| 4     |           | noyhan   |            |           |            |                  |